# Andover, Minnesota
Andover là một thành phố nằm ở quận Anoka, thuộc tiểu bang Minnesota, Hoa Kỳ. Thành phố có diện tích 90,6 km2, dân số năm 2010 của thành phố là 30,598.